# Muelle de los Camaroneros (Sevilla)
El muelle de los Camaroneros se encuentra en la orilla oeste del Guadalquivir a su paso por Sevilla, al norte del muelle de las Mulas. Es el muelle que existía en la orilla opuesta del muelle de la Aduana. Estaba situado en la calle Betis, en la zona que se encuentra entre una comisaría de policía y un restaurante llamado Kiosco de las Flores.